# Krupp Typ Gladbeck
Die Tenderlokomotiven Krupp Typ Gladbeck wurden von der Lokomotivfabrik Krupp in Essen als Industrielokomotiven gebaut.
Ihr Einsatzgebiet waren besonders Werkbahnen, wobei die Zeche Hibernia in Gladbeck der Hauptabnehmer war. Lokomotiven dieses Typs wurden deshalb auch als Krupp Typ Gladbeck bezeichnet. Die Lokomotiven waren bis Anfang der 1970er Jahre im Einsatz. Eine Lokomotive dieser Serie ist unter ihrer letzten Bezeichnung als Mevissen 4 im LWL-Industriemuseum in Dortmund-Bövinghausen erhalten geblieben.

## Geschichte und Technik
Die Lokomotivfabrik Krupp entwickelt Ende der 1940er Jahre eine Reihe genormter Industriedampflokomotiven. Der Entwurf dafür stammt noch aus dem Jahr 1938. Fahrzeuge dieses Typs wurden als Heißdampf-Dampflokomotiven gebaut.
Die 3. Achse der Lokomotiven war als Treibachse ausgebildet.
Die Lokomotiven wurden vorrangig an die Zeche Hibernia in Gladbeck unter der Bezeichnung Hibernia-46 C bis Hibernia-52 C geliefert, die erste gebaute wurde an die Hafenbahn Essen geliefert.

## Einsatz
Die an die Hafenbahn Essen gelieferte Lokomotive trug die Fabriknummer 2485 und fuhr hier von 1953 bis 1956. Danach kam sie zur Zeche Hibernia in Gladbeck, wo die Lok bis Anfang der 1970er Jahre eingesetzt wurde. Der Verbleib ist nicht bekannt.

### Zeche Hibernia
An die Zeche Hibernia in Gladbeck gingen die Lokomotiven mit den Fabriknummern 2486 bis 2492. Sie waren in der Mehrzahl bis 1970/71 in Betrieb und wurden dann von Diesellokomotiven abgelöst.
Die Lokomotive mit der Fabriknummer 2491 war zuerst als Hibernia 51-C bezeichnet. 1967 gelangte sie zu den Steinkohlenbergwerken Mathias Stinnes in Essen, die Lokomotive fuhr hier unter der Bezeichnung Mevissen 4 in dritter Besetzung. Die Lokomotive wurde 1970 von der Ruhrkohle AG übernommen und fuhr mit der gleichen Bezeichnung noch bis 1973, dann wurde sie ausgemustert. Sie ging im gleichen Jahr in den Besitz des Auto- und Motorradmuseums Bad Oeynhausen über und wurde den Dampfeisenbahn Weserbergland leihweise überlassen. Sie wurde hier bevorzugt auf der Strecke Rinteln – Stadthagen eingesetzt. Anfang 1977, als die Lokomotive immer wieder Schwierigkeiten mit dem Überhitzer hatte, wurde sie an die gerade gegründete Museums-Eisenbahn Minden abgegeben, und sollte dort für den Museumseinsatz auf den Strecken der Mindener Kreisbahnen und Wittlager Kreisbahn verwendet werden. Die Lokomotive versah hier 40 Jahre den Museumsbetrieb und wurde 2017 an das LWL-Industriemuseum in Dortmund-Bövinghausen weitergegeben.